# Prix de la Manche
Prix de la Mache är ett travlopp för 4-11-åriga varmblodiga travhästar som körs på Hippodrome d'Enghien-Soisy i Enghien-les-Bains norr om Paris i Frankrike varje år i juli. Det är ett Grupp 3-lopp, det vill säga ett lopp av tredje högsta internationella klass. Loppet körs över distansen 2900 meter och förstapriset är 40 500 euro.

## Vinnare
| År   | Häst              | Födelseland | Efter             | Kusk                | Tränare              | Tid    |
| ---- | ----------------- | ----------- | ----------------- | ------------------- | -------------------- | ------ |
| 2025 | King Opera        | Frankrike   | Ready Cash        | William Bigeon      | William Bigeon       | 1.12,3 |
| 2024 | Gaspar d'Angis    | Frankrike   | Quaro             | Éric Raffin         | Jean-Michel Baudouin | 1.13,3 |
| 2023 | He and Me         | Frankrike   | Bird Parker       | Franck Nivard       | Michel Lenoir        | 1.13,2 |
| 2022 | Décoloration      | Frankrike   | Prince d'Espace   | Gabriele Gelormini  | Jean-Michel Baudouin | 1.12,2 |
| 2021 | Delfino           | Frankrike   | Speedy Blue       | Mathieu Mottier     | Mathieu Mottier      | 1.12,4 |
| 2020 | Delfino           | Frankrike   | Speedy Blue       | Mathieu Mottier     | Mathieu Mottier      | 1.14,1 |
| 2019 | Jerry Mom         | Frankrike   | Ready Cash        | Pierre Vercruysse   | Luc Roelens          | 1.13,2 |
| 2018 | Virgious du Maza  | Frankrike   | Prodigious        | Sebastien Ernault   | Sebastien Ernault    | 1.12,6 |
| 2017 | Uza Josselyn      | Frankrike   | Love You          | Alexandre Abrivard  | René Aebischer       | 1.13,4 |
| 2016 | Artiste de Joudes | Frankrike   | Prodigious        | David Thomain       | Philippe Allaire     | 1.14,2 |
| 2015 | Romanesqué        | Belgien     | Love You          | Christophe Martens  | Christophe Martens   | 1.15,3 |
| 2014 | Repay Mercy       | Frankrike   | Offshore Dream    | Anthony Barrier     | Fabrice Souloy       | 1.14,8 |
| 2013 | Turbo Jet         | Frankrike   | Joyau d'Amour     | Jean-Étienne Dubois | Jean-Étienne Dubois  | 1.14,7 |
| 2012 | Quarlos           | Frankrike   | L'As de Viretaute | Mathieu Mottier     | Michel Dabouis       | 1.14,5 |
| 2011 | Juggle Face       | Sverige     | Viking Kronos     | Dominik Locqueneux  | Lutfi Kolgjini       | 1.14,6 |